# Teisserenc (cráter)

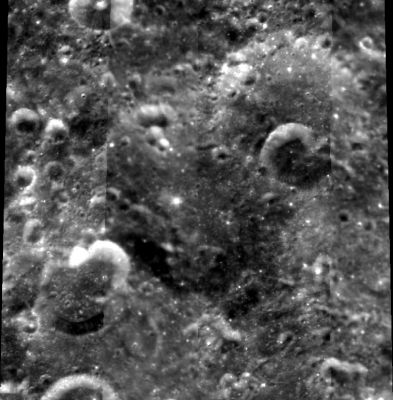
Fotografía de la misión Clementine (1994)

Teisserenc es un erosionado cráter de impacto perteneciente a la cara oculta de la Luna. Se encuentra justo al este del cráter Sanford, y al suroeste de Charlier. Al este de Charlier se encuentra Kovalevskaya.
|  |

El borde exterior de este cráter se ha erosionado debido a impactos posteriores. El cráter satélite Teisserenc C penetra en el límite del borde hacia el noreste. Teisserenc Q, de menor tamaño, también sobresale ligeramente sobre el borde suroeste. El resto del brocal es algo desigual, especialmente en el extremo sur, donde ha sido dañado por pequeños impactos. Presenta un par de pequeños cráteres en la pared interior norte. En contraste, el suelo interior de Teisserenc es relativamente plano y sin rasgos distintivos.
Se localiza una inusual zona de terreno llano al sur de Teisserenc, que contrasta con el terreno accidentado que rodea el cráter en las otras direcciones.

## Cráteres satélite
Por convención estos elementos son identificados en los mapas lunares poniendo la letra en el lado del punto medio del cráter que está más cercano a Teisserenc.
|            | \| Teisserenc \| Coordenadas \| Diámetro \| \| ---------- \| ------------------------------- \| -------- \| \| C \| 33°06′N 134°42′O / 33.1, -134.7 \| 47 km \| \| P \| 30°06′N 137°06′O / 30.1, -137.1 \| 25 km \| \| Q \| 31°06′N 137°18′O / 31.1, -137.3 \| 30 km \| |          |
| Teisserenc | Coordenadas | Diámetro |
| C          | 33°06′N 134°42′O / 33.1, -134.7 | 47 km    |
| P          | 30°06′N 137°06′O / 30.1, -137.1 | 25 km    |
| Q          | 31°06′N 137°18′O / 31.1, -137.3 | 30 km    |